# Laurent Fabius

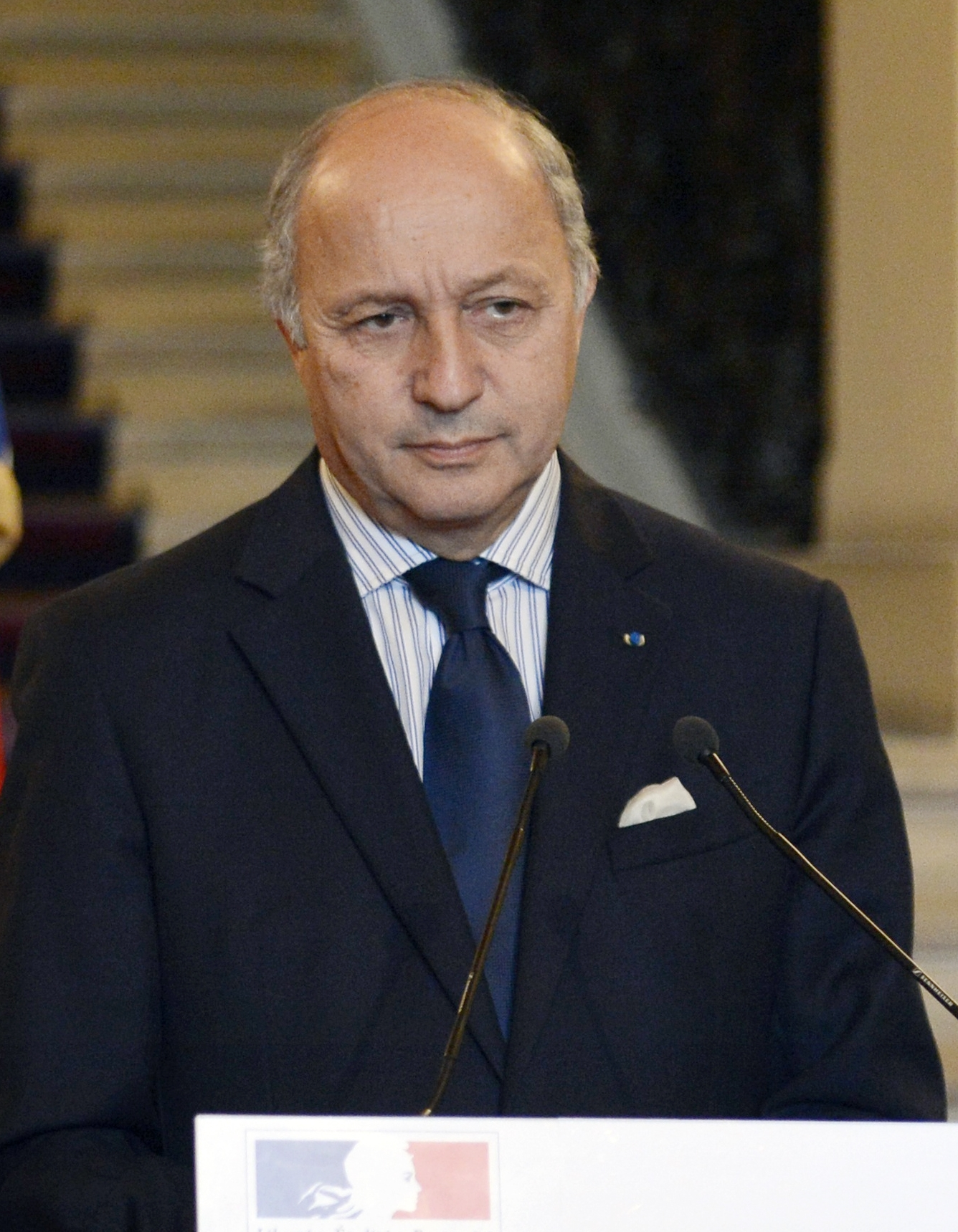
Laurent Fabius (2013)

Laurent Fabius [lɔ.ʁɑ̃ fa.bjys] (* 20. August 1946 in Paris) ist ein französischer Politiker. Von 1984 bis 1986 war er Premierminister, von 1988 bis 1992 sowie von 1997 bis 2000 Präsident der Nationalversammlung, von 2000 bis 2002 Minister für Wirtschaft, Finanzen und industrielle Entwicklung. Von 2012 bis 2016 war er Außenminister. Von 2016 bis 2025 war er Präsident des Conseil constitutionnel.

## Herkunft und Werdegang
Fabius wurde 1946 als Sohn des Pariser Kunst- und Antiquitätenhändlers André Fabius (1908–1984) und seiner Frau Louise Strasburger-Mortimer (1911–2010) geboren. Zusammen mit seinen Geschwistern Catherine und François wurde er im römisch-katholischen Glauben erzogen, da seine Eltern vom Judentum zum Christentum römischer Prägung konvertiert waren. Fabius verbrachte er seine Schulzeit an den Pariser Gymnasien Janson-de-Sailly und Lycée Louis-le-Grand. Er besuchte zwei Elitehochschulen, zunächst das Institut d’études politiques in Paris (Abschluss als Agrégé der Philosophie), dann die ENA (1971–1973). Nach dem Abschluss trat er 1973 in den Staatsdienst ein und wurde Rechnungsprüfer und 1981 Berichterstatter (rapporteur) im Staatsrat (conseil d’État).
1978 erhielt er erstmals ein Abgeordnetenmandat. Nach dem Sieg François Mitterrands bei der Präsidentschaftswahl 1981 wurde Fabius zum Verantwortlichen für das Budget, daran anschließend 1983 Minister für Forschung und Industrie. François Mitterrand berief ihn mit 37 Jahren in das Amt des Premierministers, um der notwendigen Austeritätspolitik ein neues Gesicht zu verleihen und die Zäsur gegenüber seinem Vorgängerpremier Pierre Mauroy zu verdeutlichen. Daraufhin verließ die Kommunistische Partei (PCF) die Regierungskoalition. Mit einer als unnachsichtig in die Geschichte eingegangenen Politik zielte er auf einen wirtschaftlichen Aufschwung und eine Bereinigung der Staatsbilanz ab. Seine Politik beruhte im Wesentlichen auf Maßnahmen gegen inflationäre Tendenzen und Arbeitslosigkeit. In der Nacht des 10. Juli 1985 wurde das Schiff Rainbow Warrior vom französischen Geheimdienst DGSE in die Luft gesprengt, wobei ein Mitarbeiter von Greenpeace, Fernando Pereira, starb. Die Regierung Neuseelands protestierte gegen diesen Skandal. In einem Strafverfahren wegen Totschlags wurde gegen die französischen Geheimdienste ermittelt. Angesichts massiven Drucks und unwiderlegbarer Beweise forderte Fabius den Rücktritt seines Verteidigungsministers Charles Hernu (der am 20. September zurücktrat) und erkannte am 22. September die Schuld Frankreichs an.
Nach Protestbewegungen gab er eine Reform der Privatschulen auf, die er in Angriff genommen hatte. Fabius setzte ein Wahlkampfversprechen seiner Partei um und führte für Parlamentswahlen das Verhältniswahlrecht ein. So zog 1986 erstmals die rechtsextreme Partei Front National (FN) in die Nationalversammlung ein, begleitet von einer Wahlschlappe für die Sozialisten. Fabius trat zurück, Jacques Chirac übernahm das Amt: es kam zur ersten Cohabitation. Hinsichtlich des Front National hatte Fabius zwei Jahre zuvor allerdings noch versucht, dem FN den Wind aus den Segeln zu nehmen, indem er dem FN-Gründer Jean-Marie Le Pen teilweise politisch entgegenkam: „Monsieur Le Pen stellt die richtigen Fragen, aber er gibt die falschen Antworten.“ Seine Bemerkung bei einer im Fernsehen übertragenen Gegenüberstellung mit Chirac: „Sie sprechen mit dem Premierminister Frankreichs“ löste eine Kontroverse aus, die in der Verschärfung der Kontrolle solcher Debatten durch die Journalisten mündete. Im Verfahren wegen Infektionen durch HIV-kontaminierte Blutprodukte vor dem Gerichtshof der Republik, das sich über Jahre hinzog, wurde zeitweise gegen ihn ermittelt; er wurde freigesprochen.
Als ergebener Getreuer von François Mitterrand wurde Fabius 1988 zum Präsidenten der Nationalversammlung gewählt und war von 1992 bis 1993 Erster Sekretär (= Vorsitzender) seiner Partei. Diese Zeit war von Rivalitäten mit Lionel Jospin um die Mehrheit innerhalb der Partei geprägt. Jener wurde 1995 zum Kandidaten der Partei für die Präsidentschaftswahl gekürt und 1997 zum Premier ernannt. Im gleichen Jahr wurde Fabius erneut die Präsidentschaft über die Nationalversammlung anvertraut.,Als der vorläufige Nachfolger von Dominique Strauss-Kahn, Christian Sautter, die Regierung der dritten Cohabitation verließ, übernahm Fabius die Position des Ministers für Wirtschaft, Finanzen und industrielle Entwicklung. Diesen Posten behielt er bis zur Wahlniederlage der Sozialisten 2002. Persönlich ging er aus der Wahl für die XII. Legislaturperiode (2002–2007) wiedergewählt als Abgeordneter für das Département Seine-Maritime hervor.  Mit seiner Ablehnung des Entwurfs zur Europäischen Verfassung, den er als zu wirtschaftsliberal einschätzte, löste er eine kontroverse Diskussion innerhalb der sozialistischen Partei und im Europäischen Parlament aus. Die Zeitschrift Le Point legte ihm das berühmte Zitat Woody Allens in den Mund: „Ich sage nein, aber wie lautet noch einmal die Frage…?“, andere behaupteten, er beziehe im Hinblick auf eine Wahl zum Präsidentschaftskandidaten der Partei 2007 schon Position. Einige Befürworter der Zustimmung zur Verfassung beim Referendum bezeichneten ihn wegen seiner Unterstützung ihrer Gegner als Opportunisten.
Im Vorfeld der Präsidentschaftswahl 2007 unterlag Fabius Ségolène Royal mit seiner Bewerbung um die Kandidatur der französischen Sozialisten. Im November 2006 wurde Royal mit über 60 % der Stimmen der Parteimitglieder zur Präsidentschaftskandidatin gewählt. Im Mai 2012 wurde er nach dem Wahlsieg seines innerparteilichen Konkurrenten François Hollande bei der Präsidentschaftswahl 2012 vom neuen Ministerpräsidenten Jean-Marc Ayrault zum Außenminister ernannt und blieb dies auch unter dessen Nachfolger Manuel Valls. Am 10. Februar 2016 kündigte er seinen Rücktritt von diesem Amt an. Am selben Tag kündigte Staatspräsident François Hollande an, Fabius als Präsident des Conseil constitutionnel vorschlagen zu wollen. Entgegen der ursprünglichen Ankündigung, Fabius solle zum Abschluss des Ernennungsverfahrens Minister bleiben wurde am 11. Februar 2016 Jean-Marc Ayrault zum neuen Außenminister ernannt und Fabius entlassen.
Am 19. Februar 2016 wurde Fabius offiziell zum Mitglied des Conseil constitutionnel und zu dessen Präsidenten ernannt. Am 8. März 2016 legte er seinen Amtseid ab. Am 19. Februar 2025 wurde er in diesem Amt von Richard Ferrand abgelöst.

## Politische Mandate
- 1977–1983: Stellvertretender Bürgermeister von Grand-Quevilly (Seine-Maritime)
- 1978–1981: Abgeordneter
- 1981–1981: Delegierter Minister im Finanzministerium – Budgetverantwortlicher
- 1981–1983: Delegierter Minister im Finanzministerium – Budgetverantwortlicher
- 1981–1981: Abgeordneter
- 1983–1989: Stellvertretender Bürgermeister von Le Grand-Quevilly (Seine-Maritime)
- 1983–1984: Minister für Forschung und Industrie
- 1984–1986: Premierminister
- 1986–1989: Mitglied im Regionalrat der Haute-Normandie
- 1986–1988: Abgeordneter
- 1988–1993: Abgeordneter
- 1989–1995: Stellvertretender Bürgermeister von Grand-Quevilly (Seine-Maritime)
- 1989–1992: Europaabgeordneter
- 1992–1995: Mitglied im Regionalrat der Haute-Normandie
- 1993–1997: Abgeordneter
- 1995–2001: Mitglied im Gemeinderat von Grand-Quevilly (Seine-Maritime)
- 1995–2000: Bürgermeister von Grand-Quevilly (Seine-Maritime)
- 1997–2000: Abgeordneter
- 2000–2002: Minister für Wirtschaft, Finanzen und Industrie der Regierung von Lionel Jospin (Vgl. auch: Minister der Regierung Jospin)
- 2000–2001 und 2008–2014: Stellvertretender Bürgermeister von Grand-Quevilly (Seine-Maritime)
- 2000–2002: Mitglied im Rat des Départements Seine-Maritime
- 2002 bis 2016: Abgeordneter der Nationalversammlung (Mandat ruhte seit Mai 2012)
- 2012 bis 2016: Minister für äußere und europäische Angelegenheiten in den Regierungen von Jean-Marc Ayrault und Manuel Valls
- seit 2016: Präsident des Conseil constitutionnel

## Werke
- Ungleichheit in Frankreich (1975)
- Das Herz der Zukunft (1985)
- Auf dem Weg zum Meer (1990)
- Verletzende Wahrheiten (1995): Preis des politischen Buches 1996
- Mit einer Ballade beginnt es (2003)
- Eine gewisse Vorstellung von Europa (2004)

(Übersetzung der französischen Titel, nicht auf Deutsch erschienen)

## Auszeichnungen
- Großkomtur der Ehrenlegion (2008)
- Großkreuz des französischen Nationalverdienstordens (1984)
- Offizier der Ordre national du Québec (1986)
- Großkreuz des Ordens des Infanten Dom Henrique (1987)
- Großkreuz des Verdienstordens der Italienischen Republik (1990)
- Großkreuz des Verdienstordens der Republik Polen (1991)
- Großkreuz des norwegischen Verdienstordens (1995)
- Großkreuz des Sterns von Rumänien (1999)
- Großes Silbernes Ehrenzeichen am Bande für Verdienste um die Republik Österreich (1982)[8]
- Großes Goldenes Ehrenzeichen am Bande für Verdienste um die Republik Österreich (1984)[8]
- Ewald-von-Kleist-Preis (2016)